# Revolving Door (canção de Tate McRae)
"Revolving Door" é uma canção da cantora canadense Tate McRae. Foi lançada pela RCA Records em 21 de fevereiro de 2025, como o quarto single de seu terceiro álbum de estúdio, So Close to What (2025). Tate McRae compôs a faixa em colaboração com Julia Michaels e seus produtores, Grant Boutin e Ryan Tedder. "Revolving Door" é uma música pop com letras que falam sobre retornar várias vezes a um relacionamento tóxico. Um videoclipe para a canção, dirigido por Aerin Moreno, foi lançado na mesma data. No vídeo, Tate McRae e um grupo de dançarinos performam em uma sala com quinze portas.

## Histórico e lançamento
Tate McRae anunciou o lançamento de seu terceiro álbum de estúdio, So Close to What, em 14 de novembro de 2024. Ela também revelou a Miss Possessive Tour, que passará pela América do Norte, América do Sul e Europa entre março e setembro de 2025. Antes do lançamento do álbum, os singles "It's OK I'm OK", "2 Hands" e "Sports Car" foram divulgados como parte da divulgação. As três músicas alcançaram posições entre as 20 mais tocadas no Reino Unido, enquanto a primeira chegou ao número 20 nos Estados Unidos e liderou a parada Hot Dance/Pop Songs. "Revolving Door" foi lançada junto com o álbum em 21 de fevereiro de 2025 como o quarto single.

## Composição
"Revolving Door" tem três minutos de duração. A música foi escrita por Tate McRae, Ryan Tedder, Grant Boutin e Julia Michaels, com os dois primeiros atuando como produtores. Ambos tocaram teclados e fizeram os vocais de apoio, enquanto Tedder também tocou sintetizadores. Grant Boutin foi o programador e engenheiro de som da faixa, sendo este último papel dividido com Rich & Rich e Bryce Bordone. Serban Ghenea(en) e Dave Kutch foram os responsáveis pela mixagem e masterização, respectivamente.
Críticos musicais categorizaram "Revolving Door" como uma música pop, construída sobre uma batida de dancehall e Jersey club. Nick Levine, da NME, comparou seu som às canções mais experimentais do álbum In the Zone (2003), de Britney Spears. A letra de "Revolving Door" retrata Tate McRae voltando várias vezes para a mesma pessoa, embora isso sempre resulte em um relacionamento tóxico. Ela menciona o desejo de confrontar alguém por um "mau hábito", mas não conseguir fazê-lo. A faixa termina de maneira frenética, com McRae suplicando: "Eu deveria ser uma adulta, mas dane-se, eu preciso de um minuto", algo que Sam Franzini, do The Line of Best Fit, interpretou como "a parte da realização no processo de cura".

## Vídeo musical
O videoclipe de "Revolving Door" estreou no canal do YouTube de Tate McRae na mesma data do lançamento do álbum. Aerin Moreno dirigiu o vídeo, enquanto Robbie Blue ficou responsável pela coreografia. O clipe começa com McRae entrando em uma sala branca, e a direção foca em sua flexibilidade; Aaron Williams, do Uproxx, comentou que isso o preparou para o body horror do filme A Substância (2024), embora ele tenha considerado esse o único paralelo. Em seguida, McRae e um grupo de dançarinos, todos vestidos de branco, performam em uma sala com quinze portas; cada uma representa uma faixa diferente do álbum So Close to What, de acordo com a cantora. Após finalizar a coreografia, ela chora e a repete, o que, segundo Abbie Reynolds, da Capital, representa "a sensação de estar presa em um ciclo sem fim".

## Recepção
Em um ranking das faixas de So Close to What, Lyndsey Havens, da Billboard, colocou "Revolving Door" na quarta posição e elogiou a performance vocal de Tate McRae, destacando-a como um dos pontos altos do álbum. A Rolling Stone incluiu a música em sua lista das melhores da semana de lançamento, descrevendo-a como um "destaque sofisticado e melancólico". Lyndsay Zoladz, do The New York Times, afirmou que a faixa apresenta um som "mais promissor e vulnerável" em comparação com os trabalhos anteriores de McRae. A crítica descreveu o refrão como um "batimento cardíaco ansioso", enquanto Clare Martin, da Paste, o comparou a uma espécie de "tensão musical", mencionando um "ritmo acelerado que cresce, mas não explode em nada".

## Desempenho nas paradas
| Parada (2025)                        | Melhor Posição |
| ------------------------------------ | -------------- |
| Australia (ARIA)                     | 13             |
| Austria (Ö3 Austria Top 40)          | 39             |
| Alemanha (GfK)                       | 76             |
| Canadá (Canadian Hot 100)            | 13             |
| Eslováquia (Singles Digitál Top 100) | 41             |
| Estados Unidos (Billboard Hot 100)   | 22             |
| Estados Unidos (Hot Dance/Pop Songs) | 1              |
| Grécia (IFPI Grécia)                 | 20             |
| Irlanda (IRMA)                       | 11             |
| Lituânia (AGATA)                     | 61             |
| Noruega (VG-lista)                   | 13             |
| Mundo (Billboard Global 200)         | 20             |
| Nova Zelandia (Recorded Music NZ)    | 11             |
| Países Baixos (Single Top 100)       | 24             |
| Reino Unido (UK Singles Chart)       | 9              |
| Singapora (RIAS)                     | 20             |
| Suécia (Sverigetopplistan)           | 31             |
| Suiça (Swiss Hitparade)              | 37             |

## Histórico de lançamento
| Região  | Data                    | Formato                      | Gravadora   | Ref    |
| ------- | ----------------------- | ---------------------------- | ----------- | ------ |
| Mundial | 21 de fevereiro de 2025 | Download Digital • Streaming | RCA Records | [ 40 ] |